# Вышибалы (фильм, 2004)
«Вышибалы» (англ. Dodgeball: A True Underdog Story) — американская кинокомедия 2004 года, в главных ролях которой снялись Винс Вон, Кристин Тейлор и Бен Стиллер.

## Сюжет
Питер ЛяФлёр (Вон) — безуспешный владелец спортзала «Average Joe’s», в котором всего несколько членов. Члены («Пират» Стив, Джастин, Гордон) и работники (Дуайт и Оуэн) верны спортзалу и его владельцу. Питер узнаёт, что Уайт Гудман (Стиллер), владелец известного спортзала «Globo-Gym», скупил долги «Average Joe’s». Гудман публично заявляет, что когда-то страдал от ожирения, но, благодаря его чудодейственному спортзалу, стал здоровым как никогда, потеряв лишний вес. Питер должен найти 50 000 $ за 30 дней, чтобы предотвратить захват его спортзала Уайтом, который желает построить на его месте дополнительный гараж для членов своего спортзала. Банк присылает адвокатшу Кэтрин (Тэйлор), за которой безуспешно пытается ухаживать Гудман.
Члены «Average Joe’s» пытаются придумать способы заработать нужную сумму в срок, включая мойку машин. Ничего не выходит, но затем Гордон обнаруживает в его любимом журнале рекламу о главном призе в чемпионате по игре в вышибалы в Лас-Вегасе — 50 000 $. Но хитрому Уайту удаётся установить шпионскую камеру в их спортзале, и он узнаёт о замыслах Питера.
Питер и другие члены спортзала вначале соревнуются с гёрл-скаутами в региональном матче, но их быстро побеждают из-за недостатка опыта. Но прежде чем судья назовёт победителя, у одной из девчонок оказывается положительным тест на стероиды, и гёрл-скауты оказываются дисквалифицированными.
После матча, команда празднует «победу», но их прерывает Уайт со своей собственной командой вышибал. Позже, с Питером встречается легендарный игрок в вышибалы Патчес О’Хулиган (Торн) и предлагает стать тренером команды. Используя нестандартные и болезненные методы, Патчес пытается превратить этих «разгильдяев» в настоящую команду. Кэтрин смотрит за тренировками, а затем показывает свои собственные таланты в игре, после чего команда пытается убедить её присоединиться к ним. Она отказывается, так как работает на Уайта, и это будет «конфликтом интересов». Затем, к ней в дом наведывается Уайт и раскрывает, что уволил её, чтобы он мог за ней ухаживать. Она отказывается как раз при подходе Питера. Кэтрин бьёт Уайта по носу, и он в ярости уезжает. Питер опять пытается убедить Кэтрин помочь им. На этот раз она соглашается.
В Лас-Вегасе команда должна была получить новые формы, но заказы были посланы не туда, и им приходится надеть кожаные костюмы садомазохистов. Из-за Кэтрин им удаётся победить немецкую команду. «Фиолетовые кобры», команда Уайта, с лёгкостью побеждают своих противников. В полуфинале, всех членов команды вышибли, кроме Гордона, который вообще плохо играет. Но он ступает на «тропу войны», когда видит, как его жена заигрывает с другим мужчиной и сам вышибает всех членов другой команды. В финале «Average Joe’s» должны будут сразиться с «Globo-Gym».
Но за ночь до матча, Патчеса ненароком убивает огромный знак, упавший с потолка. Без тренера, дух команды подорван. Уайт приходит в номер Питера, предлагая ему 100 000 $ взамен на спортзал и отказ от матча. Питер выходит из гостиницы, натыкаясь на «Пирата» Стива. Хватая Стива за шкирки, он говорит «ты не пират», вводя Стива в депрессию. Тем временем, Оуэн переспал с Фрэн, с членом команды «Фиолетовые кобры», в которую он влюбился с первого взгляда.
В день матча, чирлидер (член группы поддержки) из школы Джастина просит его помочь им в соревновании чирлидеров, так как один из членов команды оказался с переломом. Никто не может найти ни Стива, ни Питера. Так как чемпионат требует определённого количества игроков, то они боятся, что их заставят автоматически сдаться. Питер провёл ночь в баре, чувствуя себя скверно. Внезапно, рядом с ним появляется Лэнс Армстронг, чемпион по велогонкам, и мотивирует Питера вернуться играть. Питер возвращается как раз вовремя.
Но так как канцлер чемпионата (Уильям Шетнер) уже объявил сдачу «Average Joe’s», то ответ остаётся за тремя судьями. Первые два голосуют по-разному. Третий судья, Чак Норрис, голосует «да», позволяя команде соревноваться. Во время финального матча, всех игроков, кроме Джастина, выбивают, но ему удаётся поймать мяч и вернуть Кэтрин в игру, который тут же сама ловит мяч, возвращая в игру Питера. Но самого Джастина затем выбивает Уайт (во время признания в любви однокласснице). Питер спотыкается, становясь основной целью «Кобр», но Кэтрин прыгает перед мячом. Пока она садится на скамью, Уайт нарочно бросает мяч ей в лицо, получая предупреждение и, в стёртой сцене, 10 секунд в «Треугольнике стыда». Затем Питеру удаётся выбить одного из членов другой команды, но сам получает мяч от Уайта. К счастью, бросая мяч, Уайт переступает среднюю линию, что приводит к «игре на выбывание» между Питером и Уайтом. Перед броском, Питер завязывает себе глаза банданой, полученной раннее от Патчеса. Чувствуя дух Патчеса, Питеру удаётся предугадать полёт мяча Уайта и увернуться в стиле Нео. Ответный мяч Питера, всё ещё вслепую, попадает точно в лицо Уайта, делая «Average Joe’s» победителем чемпионата.
После изначальной радости команды, Уайт раскрывает, что Питер действительно продал ему свой спортзал накануне, так что в любом случае он выиграл. Питер, в ответ, заявляет, что поставил деньги, полученные от Уайта, на победу своей команды (50 к 1), то есть у него теперь 5 000 000 $, чтобы выкупить спортзал. Уайт протестует, заявляя, что не продаст спортзал обратно. Питер говорит, что он просто вложит деньги в контрольную долю акций «Globo-Gym», то есть скупая всё, что принадлежит Уайту, включая свой старый спортзал. Так как «Globo-Gym» — публичная компания, Уайт ничего не может с этим поделать, и Питер его увольняет. Появляется Стив, изменивший причёску на нормальную и одевшись в нормальную одежду. Питер опять убеждает его, что он всё же пират, показывая ему «сундук с сокровищами». В конце концов, «Average Joe’s» становится популярным спортзалом, а Уайт сидит у телевизора, вновь жирный, ругая Питера и Чака Норриса, бормоча, что именно он является победителем чемпионата.

## В ролях
- Винс Вон — Питер ЛяФлёр
- Кристин Тейлор — Кейт Витч
- Бен Стиллер — Уайт Гудман
- Рип Торн — Патчес О’Хулиган
- Джастин Лонг — Джастин Редман
- Стивен Рут — Гордон Пибб
- Джоэл Дэвид Мур — Оуэн
- Крис Уильямс — Дуайт
- Алан Тьюдик — Стив «Пират»
- Мисси Пайл — Фрэн Сталиновсковичдавидовичски
- Джамал Дафф — Ми’Шель Джоунс
- Гэри Коул — Коттон Макнайт
- Джейсон Бэйтман — Пеппер Брукс
- Хэнк Азариа — Молодой Патчес О’Хулиган
- Ал Каплон — Рефери
- Лэнс Армстронг — в роли самого себя
- Чак Норрис — в роли самого себя
- Уильям Шетнер — чемпионата Канцлер
- Дэвид Хассельхофф — тренер немецкий
- Джули Гонзало — Амбер
- Тревер О'Брайен — Дерек
- Расти Джоинер — Блэйд
- Кевин Портер — Лазер
- Брэндон Молэйл — Блазер
- Кейден Бойд — Тимми